# Melville (Saskatchewan)
Melville és una ciutat del centre-est de Saskatchewan, Canadà. La ciutat es troba 145 km al nord-est de la capital provincial de Regina i a 45 km al sud-oest de Yorkton. Melville és envoltada pels municipis rurals de Cana Núm. 214 i Stanley Núm. 215. La població segons el cens de 2011 era de 4.517 habitants, la ciutat oficial menys poblada de Saskatchewan.

## Història
Segons What's in a Name?: The Story Behind Saskatchewan Places and Names d'E. T. Russell, People Places Contemporary Saskatchewan Placenames de Bill Barry la ciutat va rebre el seu nom per Charles Melville Hays, qui a l'època de la construcció del primer assentament era el president del Grand Trunk Railway i del Grand Trunk Pacific Railway.
Pearl Park fou la primera oficina de correus establida a l'àrea en 1905 vora Pearl creek, un afluent del riu Qu'Appelle. Melville fou declarada ciutat en 1960.